# Platyrhynque à bec court
Rhynchocyclus brevirostris
Espèce
Statut de conservation UICN

 LC  : Préoccupation mineure
Le Platyrhynque à bec court (Rhynchocyclus brevirostris), aussi appelé Bec-plat à bec court et Tyranneau à bec court, est une espèce de passereaux de la famille des Tyrannidae (Tyrannidés en français).

## Description
Le platyrhynque à bec court a le dessus du corps vert olive et le dessous plus pâle. Ses ailes et sa queue sont brun noirâtre marqués de vert olive. Sa gorge est teintée de grisâtre et le milieu de son abdomen est jaune. La couverture sous-alaire est blanc crémeux. Son bec est de couleur corne sombre en haut et blanchâtre en bas, ses pattes sont brun pâle.

## Systématique et distribution
D'après la classification de référence (version 9.1, 2019) du Congrès ornithologique international, cette espèce est constituée des trois sous-espèces suivantes (ordre phylogénique) :
- Rhynchocyclus brevirostris brevirostris (Cabanis, 1847) : du sud du Mexique (est de l'État d'Oaxaca et État de Veracruz) à l'ouest du Panama ;
- Rhynchocyclus brevirostris pallidus Binford, 1965 : côte pacifique du sud du Mexique (de l'État de Guerrero à celui d'Oaxaca) ;
- Rhynchocyclus brevirostris hellmayri Griscom, 1932 : montagnes de l'est du Panama (province du Darién) et de l'extrême nord-ouest de la Colombie[2].

## Habitat
Cette espèce fréquente les forêts primaires à feuillage persistant et les forêts secondaires. Il est peu visible car il se tient essentiellement dans la canopée.